# WHL Plus-Minus Award
A WHL Plus-Minus Award egy díj amelyet 1987 óta kap az a játékos a Western Hockey League-ben, aki a szezon végén a legjobb plusz/mínusz mutatóval rendelkezik.

## A győztesek
A kékkel kiemelt játékosok a CHL PLus-Minus Awardot is elnyerték.
| Év        | Játékos                                   | Csapat                                 | +/- |
| --------- | ----------------------------------------- | -------------------------------------- | --- |
| 2015–2016 | Ivan Provorov                             | Brandon Wheat Kings                    | +64 |
| 2014–2015 | Oliver Bjorkstrand                        | Portland Winterhawks                   | +60 |
| 2013–2014 | Colten Martin                             | Kelowna Rockets                        | +61 |
| 2012–2013 | Nicolas Petan                             | Portland Winterhawks                   | +68 |
| 2011–2012 | Brendan Shinnimin Zachary Yuen Mark Stone | Tri-City Americans Brandon Wheat Kings | +45 |
| 2010–2011 | Stefan Elliott                            | Saskatoon Blades                       | +62 |
| 2009–2010 | Colby Robak                               | Brandon Wheat Kings                    | +56 |
| 2008–2009 | Paul Postma                               | Calgary Hitmen                         | +67 |
| 2007–2008 | Greg Scott                                | Seattle Thunderbirds                   | +40 |
| 2006–2007 | Jonathon Blum                             | Vancouver Giants                       | +37 |
| 2005–2006 | Paul Albers                               | Vancouver Giants                       | +38 |
| 2004–2005 | James Cherewyk                            | Kootenay Ice                           | +39 |
| 2003–2004 | Andrew Ladd                               | Calgary Hitmen                         | +39 |
| 2002–2003 | Matthew Spiller                           | Seattle Thunderbirds                   | +50 |
| 2001–2002 | Matt Hubbauer                             | Regina Pats                            | +37 |
| 2000–2001 | Jim Vandermeer                            | Red Deer Rebels                        | +49 |
| 1999–2000 | Kenton Smith                              | Calgary Hitmen                         | +65 |
| 1998–1999 | Pavel Brendl                              | Calgary Hitmen                         | +68 |
| 1997–1998 | Andrew Ference                            | Portland Winter Hawks                  | +75 |
| 1996–1997 | Peter Schaefer                            | Brandon Wheat Kings                    | +57 |
| 1995–1996 | Hugh Hamilton                             | Spokane Chiefs                         | +59 |
| 1994–1995 | Darren Ritchie                            | Brandon Wheat Kings                    | +64 |
| 1993–1994 | Mark Wotton                               | Saskatoon Blades                       | +66 |
| 1992–1993 | Mark Wotton                               | Saskatoon Blades                       | +47 |
| 1991–1992 | Dean McAmmond                             | Prince Albert Raiders                  | +56 |
| 1990–1991 | Frank Evans                               | Spokane Chiefs                         | +72 |
| 1989–1990 | Len Barrie                                | Kamloops Blazers                       | +87 |
| 1988–1989 | Darren Stolk                              | Medicine Hat Tigers                    | +40 |
| 1987–1988 | Mark Recchi                               | Kamloops Blazers                       | +77 |
| 1986–1987 | Rob Brown                                 | Kamloops Blazers                       | +55 |